# NGC 3500
NGC 3500 é uma galáxia espiral (Sab) localizada na direcção da constelação de Draco. Possui uma declinação de +75° 12' 04" e uma ascensão recta de 11 horas, 01 minutos e 51,3 segundos.
A galáxia NGC 3500 foi descoberta em 2 de Abril de 1801 por William Herschel.